# Mortrett
Il mortrett è un formaggio e prodotto tipico piemontese. Rientra nell'elenco dei prodotti agroalimentari tradizionali italiani (PAT) del ministero delle politiche agricole alimentari e forestali.

## Storia
Il mortrett ha origini secolari. In tempi antichi veniva prodotto con materie prime e scarti di altri formaggi avanzati o non venduti, per evitare sprechi. Veniva utilizzato anche per condire i cibi in sostituzione del sale. Oggi viene prodotto appositamente, garantendo quindi una qualità superiore rispetto al passato.

## Procedimento di produzione
Per la produzione del mortrett si utilizzano parti di formaggi poco stagionati che vengono privati della crosta e impastati assieme alla ricotta ottenuta dal siero della toma, che non supera il 30% della miscela totale. All'impasto si aggiungono sale, peperoncino e pepe. Il composto ottenuto viene trasferito in un sacchetto di tela che viene pressato con delle pietre. Dopo quaranta giorni ha inizio la fase di stagionatura che può durare da due mesi a un anno. Al termine della stagionatura, il formaggio presenta una crosta gialla tendente al rossastro. 
Una variante prevede il solo utilizzo di ricotta vaccina impastata con sale e peperoncino. In questo caso dall'impasto si ricavano delle palline che vengono messe ad affumicare su un camino per quindici giorni. 

## Zone di produzione
Il mortrett viene prodotto principalmente nella zona di Ivrea e in tutta la provincia di Torino.

## Abbinamenti
Questo formaggio viene tradizionalmente consumato frantumato in piccole scaglie, assieme a patate lesse o con la polenta, oppure viene utilizzato per condire primi piatti a base di riso o pasta. Si abbina a vini rossi corposi e, quando molto stagionato, a vini passiti. 